# 美里石油博物馆
石油博物馆，也称“石油科学博物馆”，是一座位于马来西亚砂拉越州美里市的博物馆。石油博物馆的地标为一座百尺高的钻油塔，塔下有四个洋灰人形雕像推着钻油机器。

## 历史

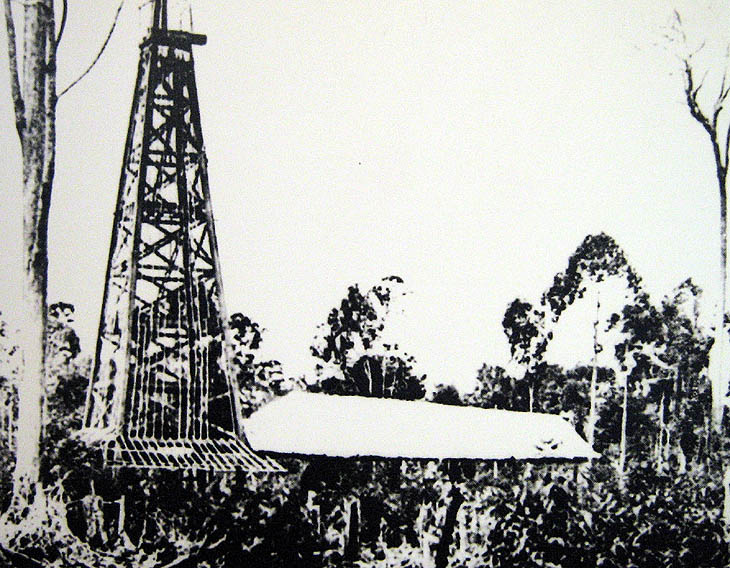
1910年的一号油井，即“伟大的老妇人”钻油塔

美里市是马来西亚最早的石油生产地，也因此被称为“油城”。砂拉越州政府为配合美里于2005年升格为市政厅，便在位于加拿大山上的第一号钻探油井“伟大的老妇人”原址建成了石油博物馆。该座油井于1910年12月22日启用，直到1972年才停产石油，从开采至停产这段期间共产出66万桶原油。
1973年10月1日，砂拉越壳牌有限公司将该油井转交于砂拉越州政府，并举行了一场简单的转交仪式。然而转交仪式后的4个月，油井发生了一场火灾，虽即时扑灭但使油井设施受到损坏。自此之后该油井便被砂拉越州政府颁布为历史保护遗址。石油博物馆在砂拉越州政府特别拨出款项以及马来西亚壳牌和国油两家石油企业资助下于2003年4月25日由时任国会议员陈康南主持动土礼，并于2005年5月20日正式对外开放。
2017年该馆因进行装修而暂时对外关闭，直到2018年才重新开放，并在几个月后因冷气设施故障而再度关闭。

## 展览品

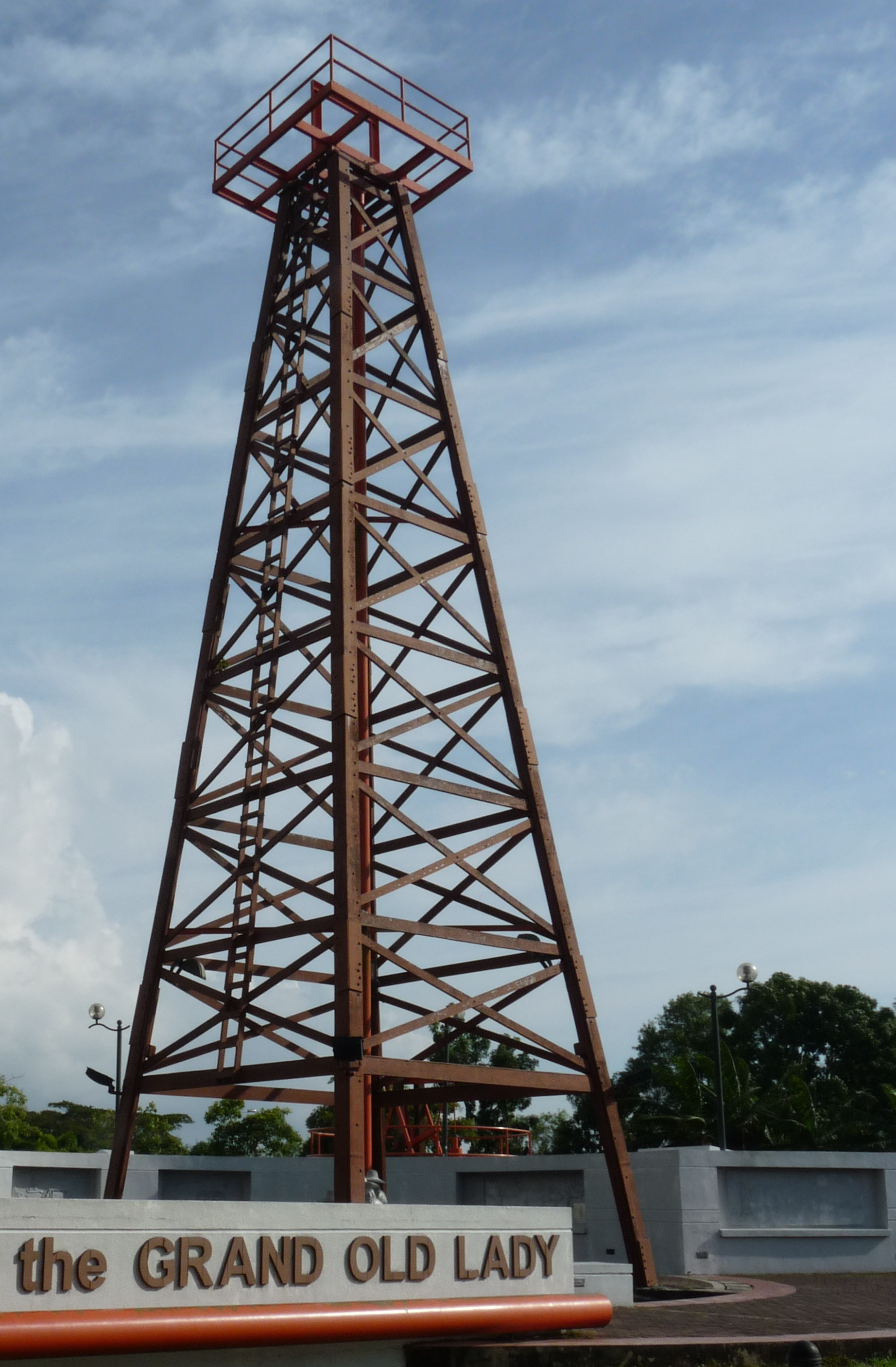
“伟大的老妇人”钻油塔是美里的地标建筑

该博物馆设有各种和马来西亚石油產業历史有关的展览品。博物馆内也设有石油形成与分布图、石油开发示意图、化石、海外钻油台模型等展览品，以及一台大发工业Cuoro地震模拟汽车。博物馆建筑外部设有“伟大的老妇人”钻油塔。

## 运营时间
该博物馆于星期二至星期五，从上午9时开放至下午4时45分；周末运营时间为上午10时至下午4时，星期一或公共假期关闭，入场免费。